# 松田達郎
松田 達郎（まつだ たつろう、1924年12月10日 - 2003年1月27日） は、日本の生態学者。元国立極地研究所所長。元南極地域観測隊隊長。

## 人物・経歴
鹿児島県加世田市（現在の南さつま市）生まれ。旧制鹿児島県立川辺中学校（現：鹿児島県立川辺高等学校）出身。1952年、東北大学理学部生物学科卒業。動物生態学加藤陸奥雄教授のもとで、害虫の研究を行い、東北大学理学部助手を経て、1963年に東北大学理学部助教授。同年、国立科学博物館第二研究部極地課研究員。1965年、東北大学理学博士。1968年、第11次南極地域観測隊隊長。1973年、国立極地研究所教授・資料主幹。1981年、国立極地研究所研究主幹。1984年、国立極地研究所所長。1988年、任期満了退任。1989年、国立極地研究所名誉教授。2000年、勲三等旭日中綬章受章。

## 著書
- 『極地の生態』（星合孝男と共著）共立出版 1973年
- 『南極式積極生活』地球書館 1974年
- 『集団の科学 : 人は群れると、どうふるまうか?』講談社 1988年